# Wanderausstellung Wohnungslose im Nationalsozialismus
Die Wanderausstellung Wohnungslose im Nationalsozialismus ist eine Ausstellung der Bundesarbeitsgemeinschaft Wohnungslosenhilfe. Die Wanderausstellung zum Schicksal von sozialen Außenseitern (vor allem Bettlern, Landstreichern und sog. „Asozialen“) in der Zeit des Nationalsozialismus wurde erstmals 2004 im Rahmen des Festaktes zur 50-Jahr-Feier der Bundesarbeitsgemeinschaft Wohnungslosenhilfe (Berlin) gezeigt und ist seitdem über die Bundesarbeitsgemeinschaft ausleihbar. Die Ausstellung wurde bisher in mehr als 120 Städten in Deutschland und Österreich gezeigt, teilweise wiederholt.

## Konzept
Die Texte stammen von Wolfgang Ayaß, Historiker an der Universität Kassel, die grafische Gestaltung übernahm Hans-Georg Vogt, Bielefeld.
Die bewusst kleine Wanderausstellung kann sehr flexibel eingesetzt werden. Sie wurde bisher z. B. in Kirchen, Rathaus- bzw. Behördenfoyers, Nebenräumen bestehender Ausstellungen und in leerstehenden Ladenlokalen aufgestellt. Seit 2006 gibt es zwei Exemplare der Ausstellung.
Die Ausstellung umfasst 13 Banner in der Breite von 1,05 Meter und der Höhe von 2,15 Meter. Die Banner können somit einzeln frei stehend aufgebaut werden. Jedes Banner bzw. jeder Themenschwerpunkt, der bis zu drei Banner umfassen kann, spricht für sich. Die Ausleihe der Materialien ist kostenpflichtig (höchstens jedoch 80 € pro Ausleihe).

## Themen der Ausstellung
Die 13 Tafeln (Stoffbanner) behandeln folgende Themen: 
1.    Wohnungslose in der Weltwirtschaftskrise
2.    Die Bettlerrazzia vom September 1933
3.    Arbeitshäuser
4.    Ein Wandermusiker im Arbeitshaus Breitenau
5.    Die Fachdebatte über Wohnungslose und „Asoziale“
6.    Wohnungslose als Objekte der Rassenhygiene
7.    Zwangssterilisationen von Wohnungslosen
8.    „Asoziale Großfamilien“
9.    Kontrolle der Wohnungslosen und „geordnetes Wandern“
10.  Der bayerische „Landesverband für Wanderdienst“
11.  Die Aktion „Arbeitsscheu Reich“ 1938
12.  Zwei Einzelschicksale von im Konzentrationslager Dachau und Sachsenhausen umgekommenen wohnungslosen Männern.
13.  Zwei Einzelschicksale von im Konzentrationslager Auschwitz umgekommenen wohnungslosen Frauen.